# Ciprian Gălățanu
Ciprian Gălățanu (ur. 17 listopada 1989 w Braszowie) – rumuński szablista, dwukrotny medalista mistrzostw świata.
Podczas mistrzostw świata w Budapeszcie w 2013 roku Rumuni w składzie: Alin Badea, Tiberiu Dolniceanu, Ciprian Gălățanu i Iulian Teodosiu zdobyli drużynowo srebrny medal. W tej samej konkurencji zdobył również brąz na mistrzostwach świata w Rio de Janeiro w 2016 roku. 
Ponadto zdobył drużynowo brązowy medal na mistrzostwach Europy w Toruniu (2016).
Nigdy nie wziął udziału w igrzyskach olimpijskich.